# Thembelihle Local Municipality
Thembelihle (englisch Thembelihle Local Municipality) ist eine Lokalgemeinde im Distrikt Pixley Ka Seme der südafrikanischen Provinz Nordkap. Der Sitz der Gemeindeverwaltung befindet sich in Hopetown. Bürgermeisterin ist Brenda Mpampa.
Der Gemeindename ist ein isiXhosa-Begriff für „(gute) Hoffnung“.

## Städte und Orte
- Deetlessville
- Hopetown
- Orania
- Steynville
- Strydenburg

## Bevölkerung
Im Jahr 2011 hatte die Gemeinde 15.701 Einwohner. Davon waren 70,8 % Coloured, 15,2 % schwarz und 13,1 % weiß. Gesprochen wurde zu 88,8 % Afrikaans, zu 5 % isiXhosa, zu 1,3 % Englisch und zu 1,2 % Setswana.